# Ultimo de Carvalho
Ultimo de Carvalho (Juiz de Fora, 19 de dezembro de 1899 - Brasília, 26 de agosto de 1980) foi um político brasileiro do estado de Minas Gerais.
Atuou como deputado estadual em Minas Gerais na 1ª Legislatura (1947 - 1951), substituindo os deputados José Ribeiro Pena e Whady José Nassif. Foi eleito na 2ª Legislatura (1951 - 1955). Pertenceu ao Partido Social Democrático (PSD-MG), e depois foi membro da Aliança Renovadora Nacional (ARENA).
Foi também deputado federal por Minas Gerais e vereador na cidade de Rio Pomba-MG.
Em 1963, o então presidente João Goulart manifestou interesse em promover uma reforma agrária, facilitando a aquisição de terras pelos menos favorecidos, o que exigiria desapropriar terras de grandes proprietários. Essa medida desagradou os representantes dos latifundiários, entre os quais o deputado Ultimo de Carvalho. Ao invés da redistribuição de terras, Ultimo propôs a Lei do boi, que reservava vagas no ensino superior para filhos de agricultores, e seria uma forma de superar a falta de mão de obra capacitada para transformar as terras improdutivas em produtivas.